# متنزه جزيرة شوداك الحكومي
متنزه جزيرة شوداك الحكومي، (المعروفة سابقًا باسم متنزه جزيرة كاسلتون الحكومي) 1,052اكر (4.26 كم) متنزه الولاية الذي يمتد على أجزاء من مقاطعات رينسيلار وغرين وكولومبيا، نيويورك. يقع المتنزه بين نهر هدسون وشوداك كريك، وتم افتتاحه في عام 2002.

## تاريخ
اسم شوداك مشتق من مصطلحات ماهيكان اشودا («سهل النار») و («الأرض»)؛ يشير الاسم إلى المنطقة التي كانت موطنًا سابقًا لحريق مجلس موهيكانز المركزي. في زمن الماهيكانيين، كانت المنطقة التي يشغلها المتنزه الآن عبارة عن مجموعة من ست جزر؛ أصبحت شبه جزيرة مستمرة في أوائل القرن العشرين عندما استلزم مشروع فيدرالي لإنشاء قناة ملاحية في المياه العميقة لألباني بناء سدود وترسيب المواد المجروفة على طول الجزر وفيما بينها.
تم الحصول على ما كان سيصبح متنزه جزيرة شوداك الحكوميه لأول مرة من قبل مكتب ولاية نيويورك للمتنزهات والاستجمام والمحافظة التاريخية في السبعينيات، وكان يُعرف في الأصل باسم متنزه جزيرة كاسلتون الحكومي. استمر وهو بشكل غير متطور حتى أوائل عام 2000.
تم افتتاح متنزه جزيرة شوداك الحكومي في عام 2002، وكان في البداية متنزه للاستخدام اليومي فقط. في عام 2013، تم اقتراح خطط لإضافة مرافق تخييم إلى الحديقة، والتي تمثل أول مخيم جديد شيده مكتب ولاية نيويورك للمتنزهات والترفيه والمحافظة التاريخية في حوالي 35 عامًا. تم توفير مواقع المعسكرات للجمهور في عام 2016.

## مرافق المتنزه
يوفر متنزه جزيرة شوداك الحكومي مخيمًا به 66 موقعًا للتخييم وطاولات نزهة على 8 ميل (13 كـم)من الممرات وركوب الدراجات وصيد الأسماك والصيد. يتم الحفاظ على مسارات التزلج الثلجيه خلال فصل الشتاء.

## روابط خارجية
- New York State Parks: متنزه جزيرة شوداك الحكومي